# Ingemar Willgert
John Ingemar Willgert, född 24 oktober 1928 i Gävle, död i september 1990 i Uppsala domkyrkoförsamling, var en svensk fil. mag., tecknare, målare, grafiker, författare och poet.
Ingemar Willgert var son till glasmästaren John Willgert och Gunhild Axalia Eriksson och gift 1952–1958 med Anna Ninni Hildeborg Trost. Willgert arbetade som lärare i Karlstad 1961–1962 och bedrev därefter språkstudier i Uppsala som resulterade i en fil. mag.-examen 1964.
Ingemar Willgert är främst känd för sina tuschteckningar, som han skapade till sina många vänner och bekanta, bland annat i brev, på vykort och kuvert. På beställning utförde han ett flertal exlibris i linoleumsnitt. Som tecknare och konstnär var han autodidakt och bedrev självstudier under resor till Paris, Nederländerna och Danmark. Han tilldelades Uppsala kommuns kulturstipendium 1965. Uppsala konstmuseum har en samling med en del av hans verk. Willgert gav också ut böcker där hans teckningar förekommer som illustration till dikter och texter. I diktsamlingen Ett naturbarns dikter från 1959 som utgavs i 509 exemplar fanns 17 tryckta illustrationer och ett par originalteckningar i varje bok (olika i varje exemplar). Han separatdebuterade med en utställning i Gävle 1954 och medverkade därefter i Gävleborgs läns konstförenings salonger och var representerad i utställningen Konst på papper som visades på Gävle stadshus 1955. Förutom i Gävle ställde han ut separat i bland annat Karlskoga och ett flertal gånger i Uppsala.
I sin opublicerade "Dagbok Utan Hänsyn" skriver han bland annat bittert hur bekanta ber honom skriva och rita på kuvert, för att sedan härma hans stilgrepp i sina svar till honom. Om sitt vägval att bli konstnär skriver han bland annat:
| ”                    | Jag får göra ett konstaterande: hade det varit för mamma, hade jag aldrig fått teckna ett enda streck. Sent blir man accepterad av de sina, ja, i regel sist! | „ |
| – Dagbok utan Hänsyn | |   |

Ingemar Willgert är begravd på Uppsala gamla kyrkogård.